# Fortifikacija
Fortifikácija (lat. fortificatio) so vojaške konstrukcije ali objekti, namenjeni utrjevanje območja v obrambne namene in se uporabljajo tudi za utrjevanje oblasti v regiji v času miru. Termin se tudi uporablja kot sinonim za razne utrdbe oziroma utrjena mesta ter za sam proces utrjevanja oziroma gradnje utrdb; obrambni objekt v katerem je nameščena vojaška posadka zaradi nadzora nekega širšega prostora ali za pribežališče prebivalstva v primeru sovražnega napada.
Fortifikacije so torej vojaške zgradbe in konstrukcije namenjene obrambnemu vojskovanju. Ljudje so začeli graditi obrambne objekte pred več tisoč leti in razvijali vse kompleksnejše strukture. Etimologija besede fortifikacija prihaja od latinske besede fortis (močan) in facere (narediti).
Utrdbe se pojavljajo v najrazličnejših velikostih in oblikah; nekatere so le dolge linije kot Hadrijanov zid ali Veliki Kitajski zid, druge so bolj ali manj okrogle kot obzidje na vrhu griča, nekatere so pravokotne kot normanski stolp, druge spet nepravilne in mnogokotne kot npr. mestna obzidja. Vse so zgrajene zato da so močne in ne da so lepe, vendar pa njihova masivnost in mojstrstvo s katerim so zidane, kažejo smisel za slog in vzvišenost.

## Klasifikacija
Fortifikacije so razdeljene v dve vrste: trajne ali permanentne fortifikacije in poljske ali terenske fortifikacije. Trajne fortifikacije se gradijo v mirnem času, z vsemi elementi, ki jih lahko država nudi tako v smislu konstrukcije kot mehanske opreme. Gradijo se iz trajnih materialov. Terenske fortifikacije so improvizirane gradnje, ki jih postavlja na terenu vojska ob pomoči dostopnih lokalnih delavcev in orodja, pri čemer uporabljajo materiale, ki ne zahtevajo velike priprave, kot je zemlja, protje, lahek les in vreče s peskom. Obstaja pa tudi srednja vrsta, ki se imenuje poltrajna ali semipermanentna fortifikacija. Ta se gradi takrat, ko v času vojnega pohoda ugotovijo, da je neko lokacijo treba zaščititi z najboljšo imitacijo trajne obrambe, narejeno v kratkem času iz dostopnih materialov in z usposobljeno civilno delovno silo.
Poleg navedenega, lahko fortifikacije razvrščamo tudi na druge načine, npr. glede na namen. Cilj fortifikacija se je zelo razlikoval. Nekatere so bile zadolžene za zaščito posameznih objektov, od majhnih utrdb vse do fevdalnih dvorcev, medtem ko so druge ščitile celotna prostranstva s pomočjo ogromnih obrambnih sistemov, kot je Kitajski zid ali Maginotova linija.

## Zgodovina
Najprej so utrdbe gradili iz kolov (palisada), protja in zemlje, kjer je bilo to mogoče tudi iz kamna (citadele). Kasneje so se gradila velika obzidja, ki so obkrožala večja mesta (največji sta bila Babilon in kitajski Xi'an), zato se pojem utrdbe veže samo na dodatno utrjeno in opremljeno mesto na takem obzidju.
Rimski castrum in bizantinska poljska utrdba sta imele dolge tanke zidove in tanke stolpe, ker je bila njihova vloga predvsem odgovor veliki vojaški moči, ki je morala nameriti čim več orožja na sovražnika. Na vrhu takih utrdb so bile dodane lesene galerije podprte s konzolami, stolpi pa postavljeni glede na konfiguracijo terena (npr. Saône v Siriji iz 11. stoletja). V svoje mestno obzidje so Bizantinci občasno vgradili tako imenovane "zavite vhode", katerih oblika je silila napadalce da so se morali večkrat obrniti in tako pokazati hrbet ali bok, ki običajno ni bil zaščiten s ščitom (npr. mestno obzidje Konstantinopla).
Na Vzhodu se je obdržala vodilna avtoriteta države, na Zahodu pa je ta razpadla, zato se kamnite utrdbe niso gradile več stoletij z izjemo Vizigotske obnove rimskih zidov v Carcassonneu v Franciji v 6. stoletju.
V 11. stoletju so Normani začeli menjati lesene palisade s kamnitim obodom in te utrdbe oblikovati v dveh delih:
- mota - visok stolp na umetni vzpetini obkrožen z jarkom za gospodarja in spremstvo in
- podgradjo (angl. bailey) – prostrano področje nepravilne oblike ograjeno s palisado za kmete in živino.

Najbolj znana utrdba je najbrž White Tower v Londonu, ki jo je začel graditi Viljem Osvajalec v 11. stoletju, in kasnejši Dovrski grad in utrdba v Carisbrookeu.
Križarji niso imeli dovolj ljudi, zato so gradili masivne in vijugave zidove z izstopajočimi stolpi s kompliciranimi vhodi. Veliki vojaški redovi, 
hospitalci in templjarji so imeli različne sloge gradnje. Za "hospitalski slog", ki je doživel razcvet z utrdbo Krak des Chevaliers v Siriji v 13. stoletju, so bili značilni okrogli ali podkvasti stolpi smelo izpostavljeni, koncentrične linije fortifikacije, zaviti vhodi, dobro postavljene strelnice in masivnost konstrukcije.
Notranje utrdbe Manzanàres el Real v Španiji, iz poznega 15. stoletja, dominirajo zunanjim tako, da so bili napadalci istočasno pod navzkrižnim ognjem z ene in z druge strani.
V 14. in 15. stoletju so stolpi na zunanjem obzidju postali okroglejši in debelejši, da bi lahko vzdržali napad oblegovalnih naprav in topništva. Topovi, pa tudi centralizirane vlade, ki so imele dovolj sredstev za izvedbo daljših obleganj, so naposled privedli do nazadovanja pomembnosti utrdb.
Naposled so trdnjavske zidove v 17. stoletju zamenjali obrambni zemeljski nasipi (bastijoni), ki so učinkoviteje zadrževali topovske salve.

## Vrste fortifikacij
- akropola
- citadela
- mota
- grad
- trdnjavski grad
- tabor
- gradišče
- gradec
- trdnjava
- dvor
- graščina
- obrambni stolp
- obzidje
- trdnjavska cerkev